# Globalization and World Cities Research Network
O Globalization and World Cities Research Network (GaWC, lit.  "Rede de Pesquisa sobre Globalização e Cidades Mundiais") é um laboratório de ideias que estuda as relações entre cidades mundiais no contexto da globalização. Sua sede está localizada no departamento de geografia da Universidade de Loughborough em Leicestershire, Reino Unido. O GaWC foi fundado por Peter J. Taylor em 1998. Juntamente com Jon Beaverstock e Richard G. Smith, eles criaram a categorização bienal das cidades do mundo do GaWC em níveis "Alfa", "Beta" e "Gama", com base em sua conexão internacional.

## Análise classificatória
O GaWC examina cidades em todo o mundo para classificá-las em uma lista de cidades mundiais e, em seguida, classifica-as com base em sua conectividade por meio de quatro "serviços avançados de produção": contabilidade, publicidade, bancos/finanças e direito. O inventário do GaWC classifica o quesito econômico da cidade mais fortemente do que fatores políticos ou culturais. Além das categorias de cidades mundiais "Alfa" (com quatro subcategorias), cidades mundiais "Beta" (três subcategorias) e cidades mundiais "Gama" (três subcategorias), as cidades do GaWC incluem cidades adicionais nos níveis "Alta suficiência" e "Suficiência".
O GaWC publicou classificações de cidades em 1998, 2000, 2004, 2008, 2010, 2012, 2016, 2018 e 2020. A classificação de 2004 acrescentou vários novos indicadores, continuando a classificar a economia da cidade com mais peso do que fatores políticos ou culturais. A lista de 2008, semelhante à versão de 1998, é classificada em categorias de cidades mundiais Alfa (com quatro subcategorias), cidades mundiais Beta (três subcategorias), cidades mundiais Gama (três subcategorias) e cidades adicionais com presença de Alta suficiência ou Suficiência. A lista está sujeita a alterações nas classificações. Por exemplo, algumas cidades selecionadas antes de 2018, como as cidades norte-americanas de Greensboro e Providence, não são mais classificadas como de nível suficiente.

## Classificação das cidades em 2020
Os resultados da classificação "são derivados das atividades de 175 empresas líderes que fornecem serviços avançados de produção em 707 cidades em todo o mundo (ou seja, a entrada é 175 x 707 = 123.725 informações). Os resultados devem ser interpretados como uma indicação da importância das cidades como nós na rede mundial de cidades (ou seja, possibilitando a globalização corporativa)". As cidades na classificação de 2020 são as seguintes.
(1) ou (1) indica que uma cidade subiu ou desceu uma categoria desde a classificação de 2018.

### Alfa
As cidades de nível alfa estão ligadas aos principais estados/regiões econômicos e altamente integradas à economia mundial. As cidades de nível alfa são classificadas em quatro seções: cidades Alfa ++, Alfa +, Alfa e Alfa −.

#### Alfa ++
As cidades Alfa ++ são as cidades mais integradas à economia global:
- Londres
- Nova Iorque

#### Alfa +
Alpha + são "outras cidades altamente integradas que complementam Londres e Nova Iorque, atendendo em grande parte às necessidades de serviços avançados para a região do Pacífico/Ásia":
- Pequim
- Dubai
- Hong Kong
- Paris
- Xangai
- Cingapura
- Tóquio

#### Alfa
- Amsterdã (1)
- Bruxelas
- Chicago
- Frankfurt
- Jakarta
- Kuala Lumpur
- Los Angeles
- Madrid
- Cidade do México
- Milão
- Moscou
- Mumbai
- São Paulo
- Sydney (1)
- Toronto

#### Alfa −
- Bangcoc (1)
- Bangalore (1)
- Boston (1)
- Buenos Aires (1)
- Dublin
- Cantão (1)
- Istambul (1)
- Joanesburgo
- Lisboa
- Cidade de Luxemburgo
- Manila
- Melbourne (1)
- Montreal
- Munique
- Nova Delhi
- Praga
- Riade
- São Francisco
- Santiago
- Seul (1)
- Shenzhen
- Estocolmo
- Taipé (1)
- Viena
- Varsóvia (1)
- Zurique (1)

### Beta
As cidades de nível Beta são cidades que ligam regiões econômicas moderadas à economia mundial e são classificadas em três seções: cidades Beta +, Beta e Beta −.

#### Beta +
- Atlanta
- Auckland
- Barcelona (1)
- Beirute (1)
- Berlim (1)
- Bogotá (1)
- Brisbane (1)
- Bucareste
- Budapeste (1)
- Cairo
- Chengdu
- Copenhague
- Dallas
- Doha
- Düsseldorf
- Hamburgo
- Houston (1)
- Lima
- Miami (2)
- Roma (1)
- Tel Aviv
- Vancouver
- Washington, D.C. (1)

#### Beta
- Abu Dhabi
- Atenas (1)
- Cidade do Cabo
- Casablanca
- Chennai
- Chongqing (1)
- Denver
- Hangzhou (1)
- Hanói (1)
- Helsinque (1)
- Cidade de Ho Chi Minh (1)
- Karachi
- Kyiv
- Manama
- Montevidéu
- Nairobi
- Nanquim
- Oslo
- Cidade do Panamá (1)
- Perth (1)
- Filadélfia
- Rio de Janeiro
- Seattle (1)
- Tianjin

#### Beta −
- Almaty
- Amã (2)
- Austin (2)
- Belgrado
- Bratislava
- Calgary (1)
- Caracas (1)
- Changsha
- Dalian
- Detroit (1)
- Daca
- Edimburgo
- Genebra
- George Town
- Cidade da Guatemala (1)
- Hyderabad (1)
- Jeddah
- Jinan
- Kampala
- Cidade do Kuwait (1)
- Lagos (1)
- Lahore (1)
- Lyon
- Manchester
- Minneapolis (1)
- Monterrey
- Muscat (1)
- Nicósia
- Osaka (1)
- Quito
- São Petersburgo (2)
- San Diego (2)
- San José
- San Salvador
- Shenyang
- Sofia (1)
- Estugarda
- Tampa (2)
- Tunes
- Wuhan (1)
- Xiamen
- Xiamen Xi'an (1)
- Zagreb (1)
- Zhengzhou (1)

### Gama
As cidades de nível Gama são cidades que conectam regiões econômicas menores à economia mundial e são classificadas em três seções: cidades Gama +, Gama e Gama −.

#### Gama +
- Adelaide
- Ahmedabad (1)
- Algiers (1)
- Antwerp (1)
- Baku (1)
- Baltimore (1)
- Belfast (1)
- Charlotte (1)
- Colônia (2)
- Dar es Salaam
- Glasgow
- Guadalajara (1)
- Hefei (1)
- Islamabad (1)
- Kolkata (1)
- Kunming (1)
- Ljubljana (1)
- Medellín (2)
- Orlando (2)
- Phnom Penh (2)
- Phoenix (1)
- Porto (1)
- Pune
- Qingdao (1)
- Riga
- Roterdã
- San Jose (1)
- St. Louis (1)
- Suzhou (1)
- Tbilisi (1)

#### Gama
- Ancara
- Bristol
- Colombo (1)
- Dakar (2)
- Durban (1)
- Gotemburgo (3)
- Guaiaquil (1)
- Haikou (3)
- La Paz
- Malmö (3)
- Manágua (2)
- Nantes (1)
- Nashville (1)
- Ottawa (1)
- San Juan (2)
- Santo Domingo
- Taichung (3)
- Tegucigalpa
- Tirana (1)
- Turim
- Valência (2)
- Vilnius
- Wellington
- Breslávia (1)

#### Gama −
- Acra (2)
- Assunção (1)
- Belo Horizonte
- Bilbau (1)
- Cleveland (2)
- Columbus (2)
- Douala (1)
- Edmonton (1)
- Fuzhou
- Harare (2)
- Harbin (2)
- Kaohsiung (1)
- Kansas City (1)
- Katowice (2)
- Lausana (1)
- Limassol (2)
- Luanda (1)
- Málaga (2)
- Maputo
- Milwaukee
- Nagoia (2)
- Nassau (1)
- Port Louis (3)
- Penang
- Poznań
- Querétaro (1)
- Sacramento
- Salt Lake City (2)
- Taiyuan (1)

### Suficiência
As cidades de nível de suficiência são aquelas que têm um grau suficiente de serviços para não dependerem excessivamente das cidades mundiais. Elas são classificadas em cidades de Alta Suficiência e cidades de Suficiência.

#### Alta Suficiência
- Abidjan
- Abuja
- Birmingham (4)
- Brasília (1)
- Cincinnati (1)
- Curitiba (1)
- Dammam (1)
- Hartford
- Indianápolis (1)
- Johor Bahru (1)
- Cracóvia (1)
- Leeds
- Lusaca (2)
- Macau (1)
- Ningbo
- Porto Alegre
- Porto da Espanha (1)
- Puebla (1)
- Raleigh
- San Antonio (1)
- Sevilha (1)
- Estrasburgo (1)
- The Hague (1)
- Tijuana (1)
- Ulaanbaatar (1)
- Rangum (1)
- Erevã (1)

#### Suficiência
- Aarhus
- Aberdeen
- Aguascalientes
- Alexandria
- Astana
- Bagdá
- Bandar Seri Begawan
- Barranquilla
- Basel
- Bergen
- Berna[i]
- Birmingham
- Bishkek[i]
- Blantyre
- Bolonha
- Bordéus
- Brazzaville[i]
- Bremen
- Buffalo
- Bursa
- Busan[i]
- Cabul
- Cáli
- Campinas
- Camberra
- Cardiff
- Cebu City
- Changchun
- Chihuahua[i]
- Chișinău
- Christchurch
- Ciudad Juárez
- Córdoba
- Des Moines
- Dortmund
- Dresde
- Dushanbe
- Escópia (1)
- Essen[i]
- Florence (1)
- Fukuoka
- Gaborone (1)
- Gênova
- Goiânia
- Graz
- Grenoble
- Guiyang
- Haifa[i]
- Halifax
- Hamilton
- Hanôver
- Harrisburg[i]
- Hobart[i]
- Hohhot
- Honolulu[i]
- Hsinchu[i]
- Esmirna (1)
- Jacksonville
- Jerusalém
- Kazan
- Kigali
- Kingston
- Kinshasa
- Kobe[i]
- Kochi
- Kyoto[i]
- Labuan (1)
- Lanzhou
- Las Vegas (1)
- Leipzig
- León
- Libreville
- Liège
- Lille
- Linz
- Liverpool
- Łódź
- Lomé[i]
- Louisville
- Malacca[i]
- Mannheim[i]
- Marseille
- Memphis
- Mérida
- Mexicali
- Minsk (2)
- Montpellier
- Nanchang
- Nanning
- Nápoles
- Nova Orleans
- Newcastle upon Tyne
- Nice
- Nottingham
- Novosibirsk
- Nuremberg
- Oklahoma City
- Omaha[i]
- Palermo[i]
- Palo Alto
- Pittsburgh
- Podgorica
- Port Elizabeth
- Port Harcourt
- Portland
- Port Moresby[i]
- Pretoria
- Quebec City
- Recife
- Reykjavík
- Richmond
- Rochester
- Rosário
- Salvador[i]
- San Luis Potosí
- San Pedro Sula
- Saná
- Santa Cruz de la Sierra
- Sapporo[i]
- Sarajevo
- Saskatoon[i]
- Sendai[i]
- Sheffield[i]
- Shijiazhuang
- Southampton (1)
- Surabaya (1)
- Suva[i]
- Tainan[i]
- Tallinn (3)
- Tashkent
- Toulouse
- Trieste
- Tulsa
- Ürümqi
- Utrecht
- Valencia
- Valparaíso
- Vientiane
- Windhoek
- Winnipeg
- Wuxi
- Yokohama[i]
- Zhuhai

## Desclassificadas
As seguintes cidades foram incluídas na edição de 2018, mas não na edição de 2020:
- Antananarivo
- Kathmandu
- Leicester
- Madison
- Nantong
- Weifang
- Xining